# 타카스기 슌스케
타카스기 슌스케(일본어: 高杉俊介, 본명: 이와타 나오키(일본어: 岩田 直樹), 1949년 7월 22일 ~ )는 일본의 배우, 가수이다.

## 생애
아이치현 이치노미야시 출신으로 나고야시에 위치한 오와리 고등학교(나중에 오타니 고등학교로 이름을 바꿈)를 졸업했다. 육상자위대에 입대한 이후에 레인저 과정을 거쳐 조교로 복무했고 1978년에 개봉된 영화 《야성의 증명》에서 군사 트레이너 겸 배우로 데뷔했다.
1980년에 방송된 도쿄 방송의 특촬물 《가면라이더 슈퍼1》에서 주연 배우로 출연하여 오키 카즈야, 가면라이더 슈퍼1 역할을 맡았고 해당 작품의 주제가를 발표하면서 가수로도 데뷔했다. 특히 위험한 촬영 장면을 스턴트 배우 없이 연기하면서 주목을 받기도 했다. 1983년에 방송된 아사히 방송의 필살 시리즈 《필살 전달인》에서 긴헤이 역할을 맡으면서 고정 출연했다.
2013년에는 일본의 언론 매체들이 타카스키 슌스케가 2003년부터 2012년 사이에 팬들로부터 5,000만 엔을 가로챈 다음에 돈을 돌려주지 않은 혐의로 기소되었다. 타카스기 슌스케는 "야쿠자들이 슈퍼1의 변신 벨트를 가져갔는데 이를 돌려받으려면 돈이 필요하다."고 밝혔다. 2017년에 고소당한 이후에 법정에 출두하지 않고 잠적했다.